# Ainderby Steeple
Ainderby Steeple is een civil parish in het bestuurlijke gebied Hambleton, in het Engelse graafschap North Yorkshire.

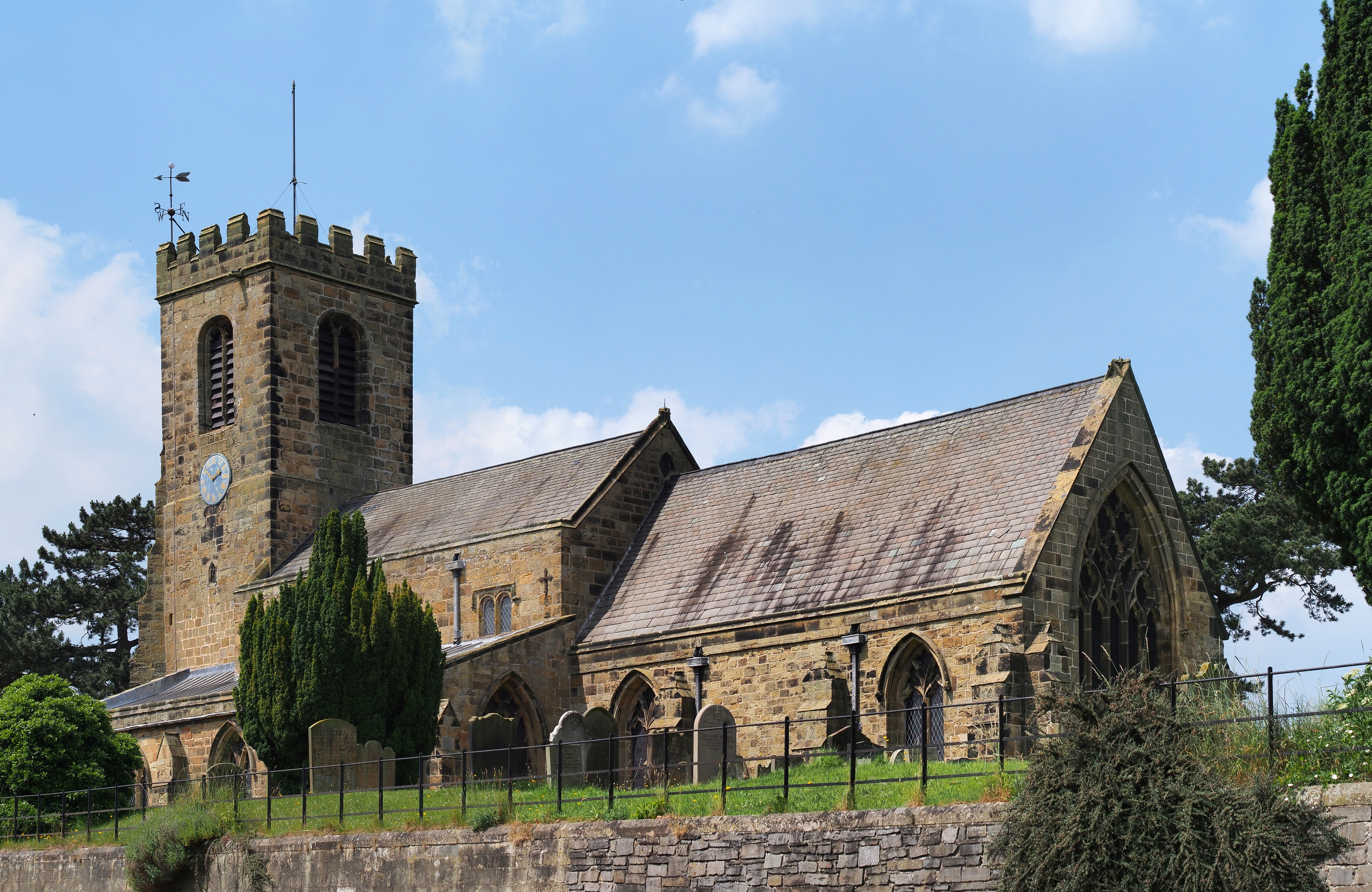
Parish church